# Poly(styrène sulfonate) de sodium
On appelle poly(styrène sulfonate) de sodium ou polystyrène sulfonate de sodium, abrégé en PSS, un polymère substitué du polystyrène dans lequel un groupe sulfonate –SO3− est fixé sur chaque atome de carbone no 4 du groupe phényle des unités styrène, une fraction desquels porte un ion sodium Na+. Il se présente sous l'aspect d'un solide ou d'une poudre blanche, très soluble dans l'eau.
On l'obtient par polymérisation ou copolymérisation de styrène sulfonate, ou par sulfonation de polystyrène déjà polymérisé. Dans ce dernier cas, les conditions particulières sous lesquelles se déroule la sulfonation du polystyrène (par substitution électrophile aromatique en milieu acide chauffé) conduisent à la concurrence de multiples réactions parallèles, aboutissant à des substitutions doubles sur les noyaux phényles, même à des taux de sulfonation très inférieurs à 100 %, ainsi qu'à des réticulations entre groupes sulfonyle –SO2– condensés.
Le PSS est utilisé comme superplastifiant pour ciments et bétons, comme fixateur de teinture sur le coton, et comme membrane d'échange de protons dans les piles à combustibles.
Il peut également être utilisé pour accroître la solubilité de macromolécules apolaires dans certains procédés industriels requérant d'opérer en phase liquide, par exemple pour teindre une surface ou déposer une couche de polymère sur un matériau : on l'utilise ainsi avec le PEDOT pour former du PEDOT:PSS et réaliser certaines cellules photovoltaïques en polymères.

## En médecine
Il est utilisé comme échangeur d'ions (potassium contre sodium) en cas d'hyperkaliémie. Il peut être donné par voie orale ou en lavement. Il peut provoquer des ulcères du côlon ainsi qu'une hypernatrémie.

## Articles liés
- PEDOT:PSS
- Polystyrène
- Pile à combustible
- Cellule photovoltaïque en polymères